# Páll á Reynatúgvu

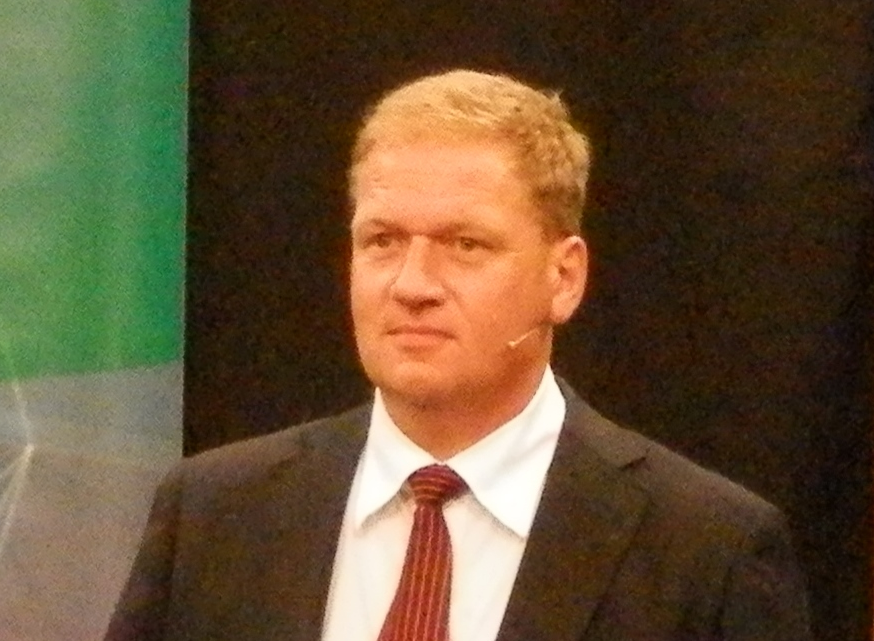
Páll á Reynatúgvu im Jahr 2015.

Páll á Reynatúgvu (* 26. Juli 1967 in Tórshavn) ist ein färöischer Physiotherapeut, Politiker des linksrepublikanischen Tjóðveldi sowie ehemaliger färöischer Fußballspieler. Er saß in der Vergangenheit über lange Jahre als Abgeordneter im färöischen Løgting, war Sozialminister in der färöischen Landesregierung sowie Bürgermeister in seinem Heimatort Sandur. Er ist seit Mitte September 2015 Vorsitzender des Løgtings.

## Leben
Páll á Reynatúgvu ist der Sohn von Niels und Ada á Reynatúgvu. Er wuchs in Sandur auf.

### Fußball

#### Verein
Von 1984 bis 2004 war er aktiver Fußballspieler und spielte ausschließlich für seinen Heimatverein B71 Sandur. 1989 gelang der Aufstieg in die 1. Deild, direkt in der ersten Saison wurde die Meisterschaft gewonnen. Im selben Jahr stand á Reynatúgvu im Pokalfinale gegen HB Tórshavn. Nach einem 1:1 wurde ein Wiederholungsspiel angesetzt, welches mit 0:2 verloren wurde. 1990 folgte als Letztplatzierter der Abstieg in die zweite Liga. Nach dem sofortigen Wiederaufstieg konnte die Klasse gehalten werden. Im Pokalfinale 1993 hieß der Gegner erneut HB Tórshavn. Nach einem 1:1 im ersten Spiel, wobei á Reynatúgvu den Endstand erzielte, gelang im Wiederholungsspiel der Pokalsieg mit á Reynatúgvu als Siegtorschützen. Im nächsten Jahr hieß der Gegner im Pokalendspiel KÍ Klaksvík, welcher mit 2:1 die Oberhand behielt. B71 verblieb bis 1997 in der höchsten Spielklasse. 1998 wurde erneut der sofortige Wiederaufstieg geschafft, 2001 stieg á Reynatúgvu ein letztes Mal mit seiner Mannschaft ab., nachdem die Relegationsspiele gegen Skála ÍF mit 1:4 und 1:0 verloren wurden. Nach einem zweiten Platz in der zweiten Liga unterlag er in der Relegation um den Aufstieg dem Neuntplatzierten der ersten Liga, EB/Streymur, in drei Spielen. 2004 wurde erneut der zweite Platz belegt, diesmal unterlag B71 in zwei Spielen ÍF Fuglafjørður. Danach folgte eine längere Pause, bis er noch einmal am dritten Spieltag der Saison 2009 für die zweite Mannschaft in der 2. Deild beim 3:3-Unentschieden im Heimspiel gegen AB Argir II auflief.

##### Europapokal
Insgesamt bestritt á Reynatúgvu vier Spiele im Europapokal. 1994 gab er im Europapokal der Pokalsieger für B71 Sandur sein Debüt im Heimspiel gegen HJK Helsinki, welches mit 0:5 verloren wurde. Nach einem 0:2 im Rückspiel schied B71 aus dem Wettbewerb aus. Beim UEFA-Pokal-Spiel in der Saison 1996/97 zwischen B71 Sandur und APOEL Nikosia auf Zypern gelang ihm sein einziges Europapokaltor zur zwischenzeitlichen 2:1-Führung, der Endstand lautete aus Sicht von B71 2:4. Nach der 1:5-Hinspielniederlage bedeutete dies ebenfalls das Ausscheiden.

#### Nationalmannschaft
1993 spielte á Reynatúgvu auch in der färöischen Fußballnationalmannschaft. Er debütierte am 22. Mai 1993 in Brüssel bei der 0:3-Niederlage gegen Belgien im Qualifikationsspiele zur Fußball-Weltmeisterschaft 1994, als er in der 90. Minute für Allan Mørkøre eingewechselt wurde. Sein letztes seiner insgesamt fünf Spiele absolvierte er am 8. September 1993 in Toftir beim WM-Qualifikationsspiel gegen Rumänien, welches mit 0:4 verloren wurde.

#### Erfolge
- 1× Färöischer Meister: 1989
- 1× Färöischer Pokalsieger: 1993

### Politik
Er wurde im Jahr 1998 das erste Mal als Abgeordneter für Tjóðveldi in das färöische Parlament (Løgting) gewählt und blieb dort für die nächsten 10 Jahre, lediglich unterbrochen durch seine Zeit als Sozialminister in der Landesregierung von 2002 bis 2003. Im Jahr 2011 wurde er erneut in das Løgting gewählt und 2015 gelang ihm ebenfalls die Wiederwahl. Er war dort in der Vergangenheit Mitglied von mehreren parlamentarischen Ausschüssen. Weiterhin war er von 2001 bis 2002 sowie von 2003 bis 2009 Bürgermeister seines Heimatortes Sandur.
Am 15. September 2015 wurde er einstimmig zum neuen Parlamentspräsidenten (Løgtingsformaður) gewählt.